# 桑額 (將領)
桑額（穆麟德轉寫：sangge；？—1686年），姓李氏，又名李世荣，汉军镶蓝旗人。清朝軍事將領，李國翰第三子。

## 生平
康熙初年，其自參領升任寧夏總兵，之後康熙十二年升任雲南提督，為上任時，吳三桂謀反，其留駐荊州。之後改為湖廣提督，移守武昌。之後跟隨大軍攻打攻岳州，加升右都督。之後吳三桂從洞庭湖出擊，其攻擊追至岳州城下，吳三桂因此撤退，其接連收復萬容、石首、安鄉等縣城，加升左都督。之後康熙帝下詔大軍進攻，其再任雲南提督，攻克辰龍關、辰州、沅州、鎮遠、平越、貴陽。之後跟從大將軍彰泰 (清朝)攻下雲南城，桑額與副都統託岱等於楚雄擊敗來援的馬寶，并逼使投降。之後又與都統希福在永昌圍困胡國柱，胡國柱被迫自盡。之後雲南平定。
當初，桑額部隊中有撤退者，康熙帝派遣左都御史哲勒肯治理，其上疏稱桑額部隊中給及不足，逃回者多達千餘人。康熙帝遂指責桑額不體恤士卒，於是被奪去職位，之後又恢復。康熙二十五年去世。《钦定八旗通志：大臣传七十四》卷208有传。

## 家庭
- 父清朝初期军事将领、三等候李國翰。